# Flistads kyrka, Östergötland

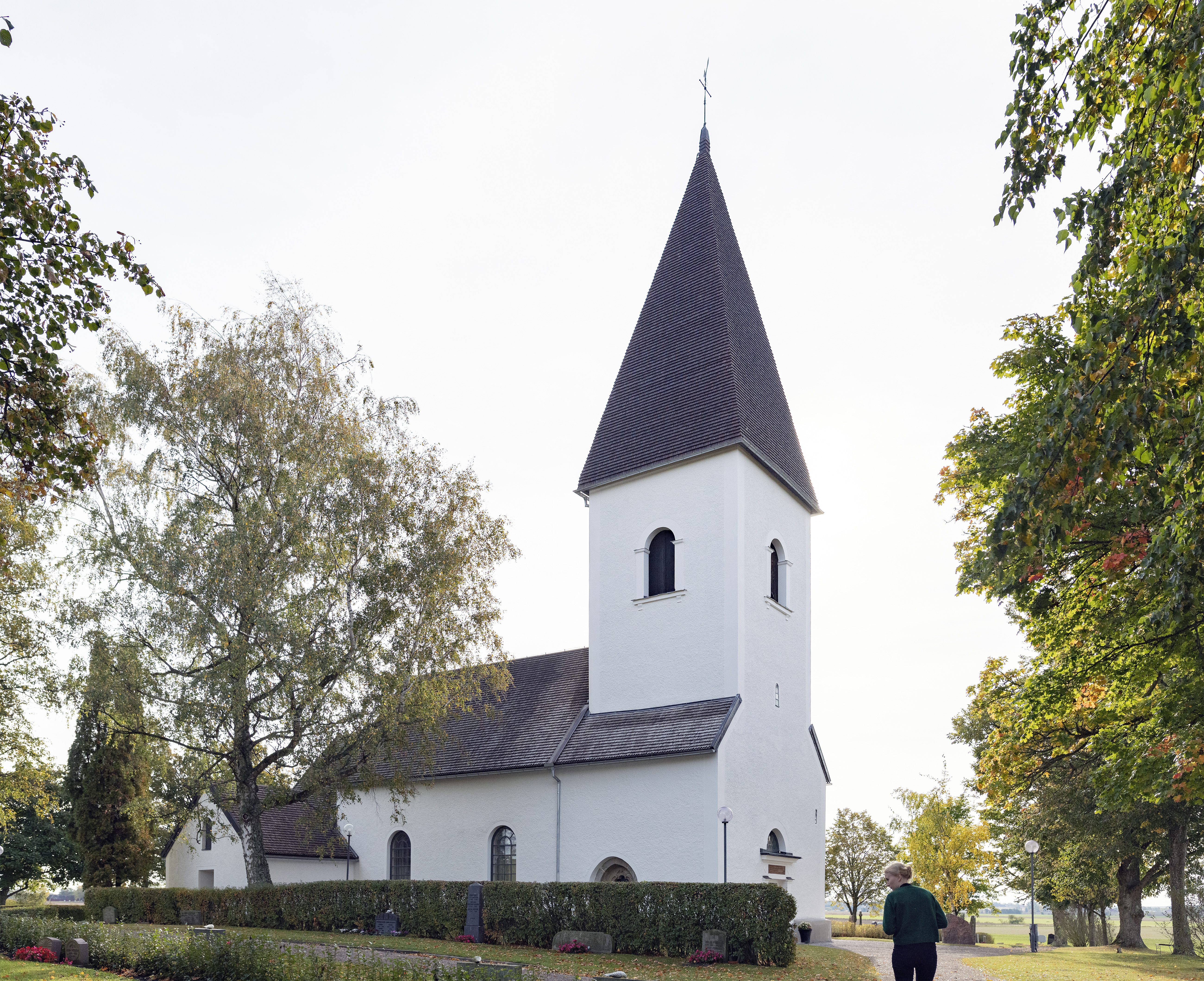
Flistads kyrka Östergötland.

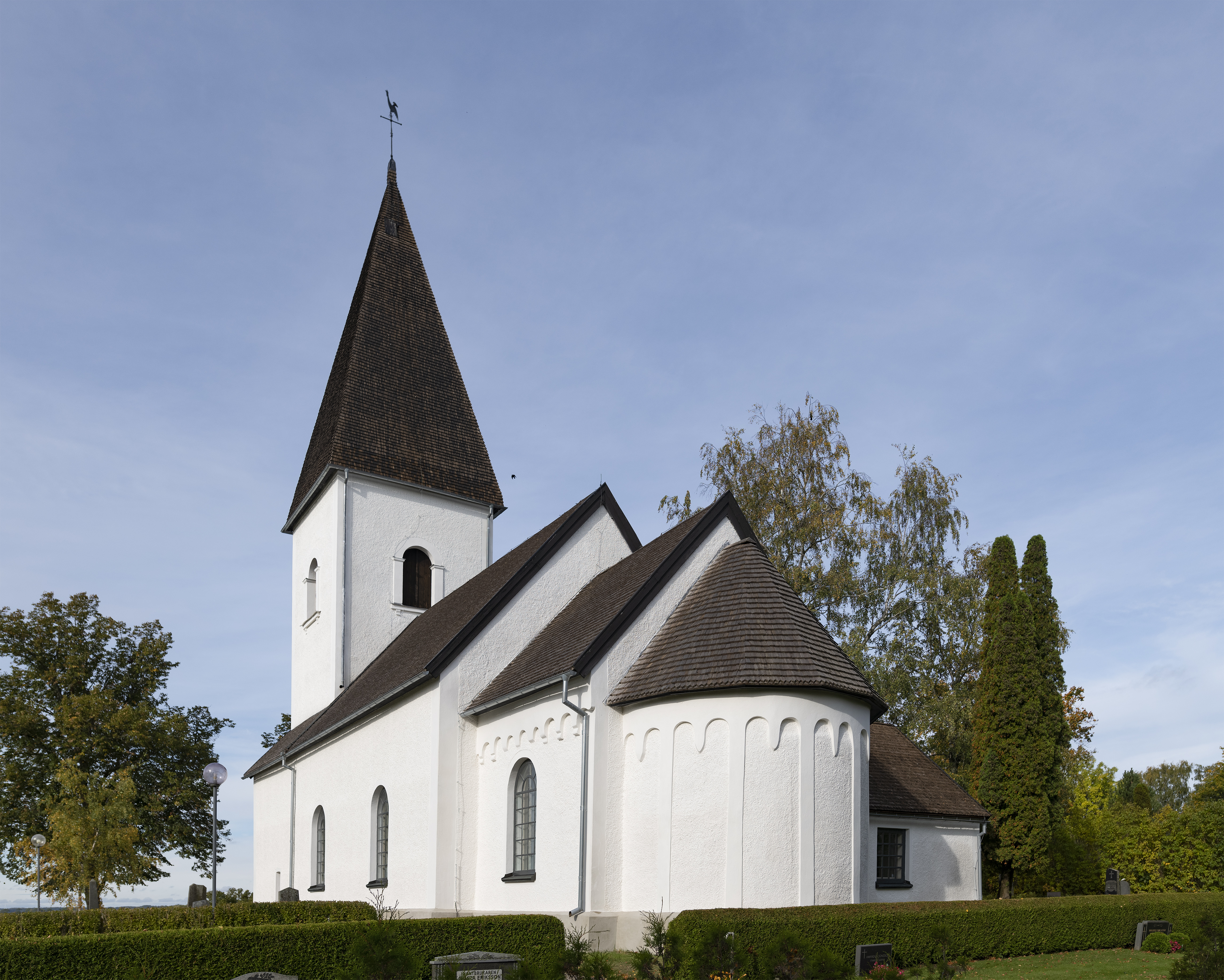
Flistads kyrka Ög 03.

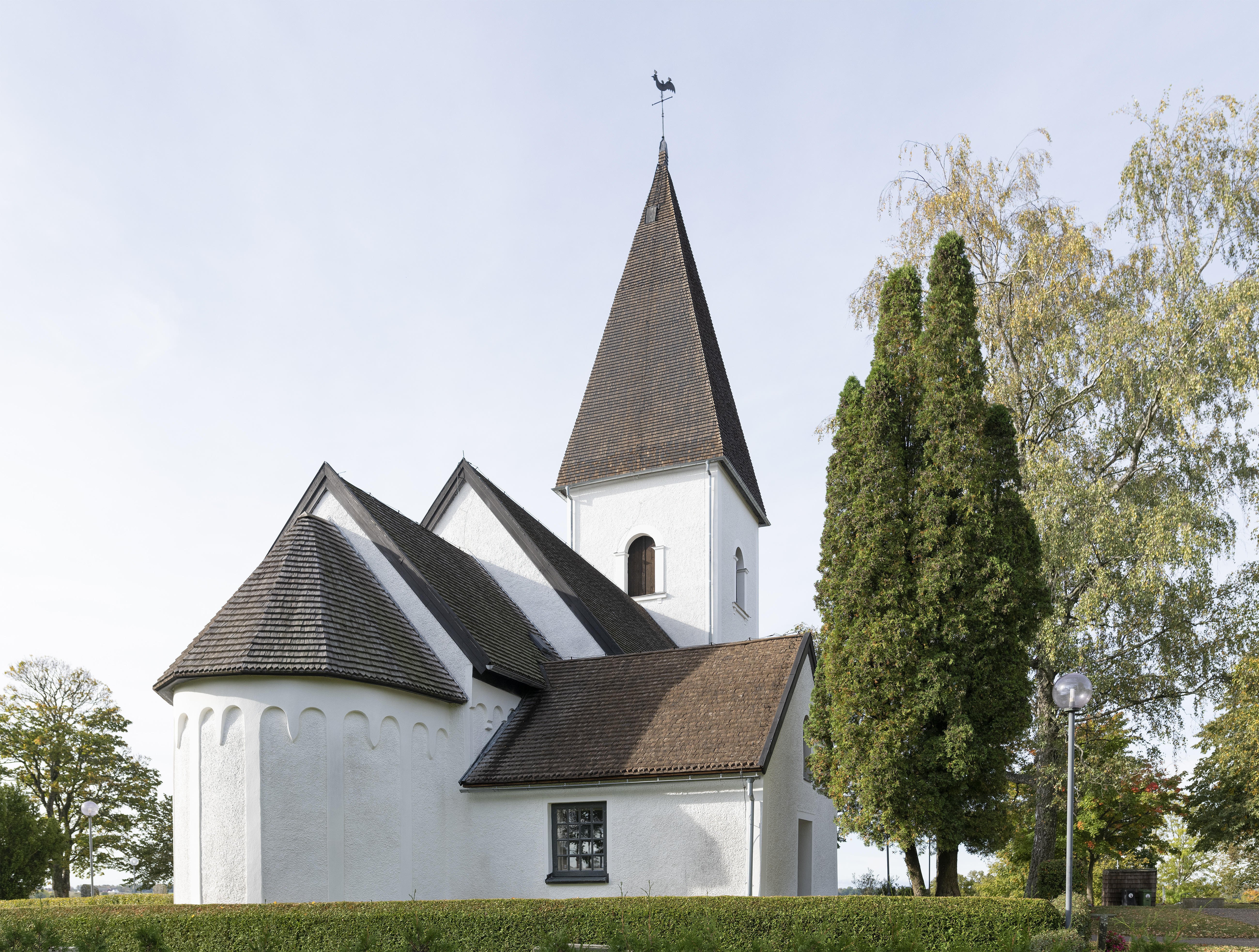
Flistads kyrka Ög 02.

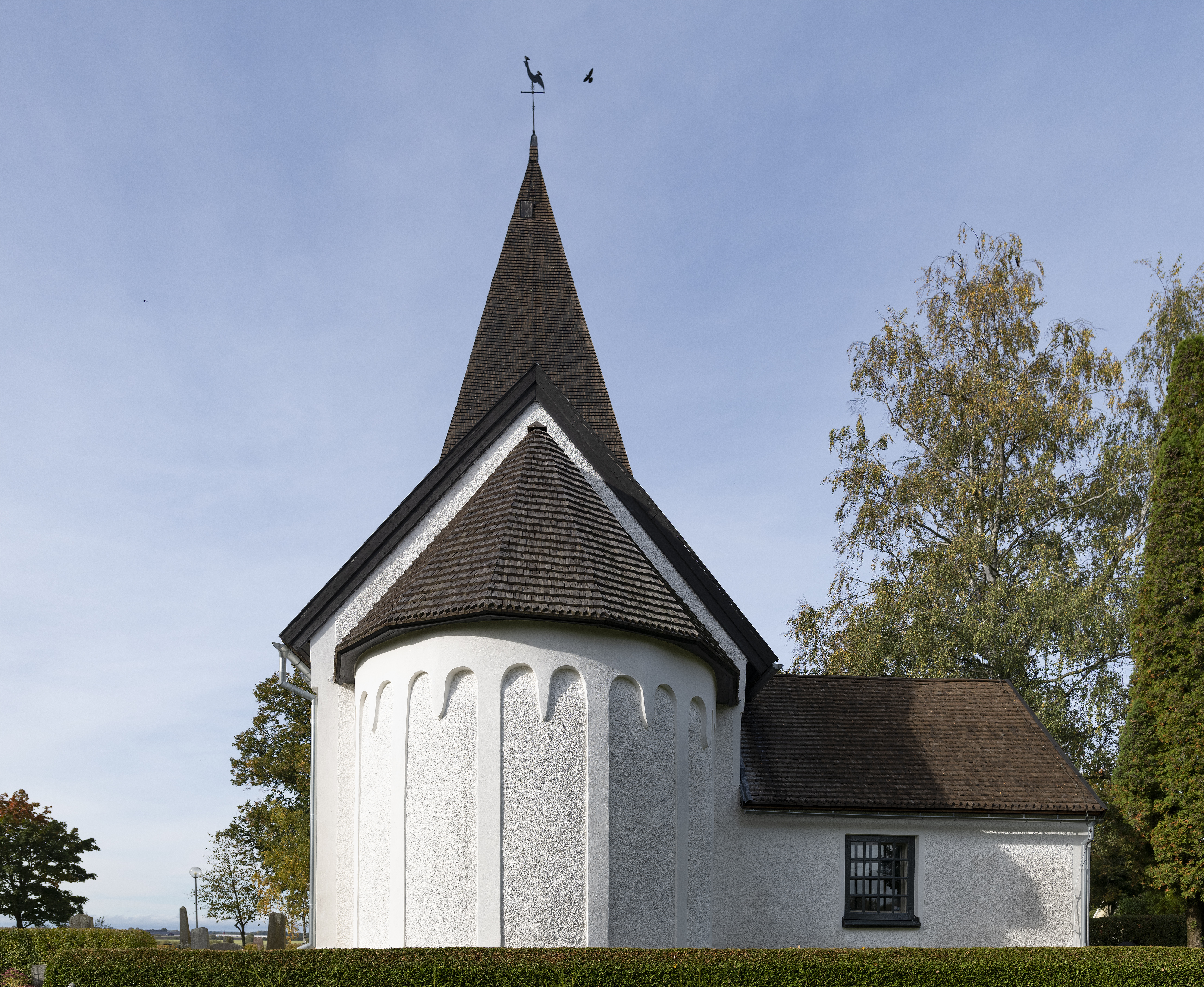
Flistads kyrka Ög 01.

Flistads kyrka är en kyrkobyggnad i Flistad, Flistads socken i Linköpings kommun. Den är belägen på Östgötaslätten 8 km väster om Ljungsbro.

## Kyrkobyggnaden
Flistads kyrka, som är byggd av kalksten och gråsten, härstammar från tidig medeltid. Den har en typisk romansk planform: enskeppigt, rektangulärt långhus med smalare absidkor och västtorn. Sakristian är vidbyggd på korets norra sida. Kyrkans sadeltak och tornspiran är klädda med träspån. Kor- och absidfasaderna pryds av rundbågefriser.
Man kommer in i kyrkan genom en portal i västtornet, där vapenhuset är inrymt i bottenvåningen. Långhuset har kryssvalv rikt dekorerade med kalkmålningar. Bakom triumfbågen med triumfkrucifixet koret med altare och medeltida altarskåp i den halvrunda absiden. I södra absidväggen finns en piscina. Till vänster framför triumfbågen står predikstolen, som på grund av det ovanför reflekterande valvet saknar ljudtak. På läktaren längst bak i långhuset står en av Carl Hanner byggd piporgel, den sista som finns kvar av hans orgelverk.

## Historik
I Flistad kan man spåra ett tidigt kristet inflytande. På Flistads gård, nuvarande Flistads skattegård, bad bonden Åsbjörn sin son Sirun att inte bränna hans döda kropp, när han en gång gått hädan, utan begrava den i jord på kristet vis. Redan i början på tiohundratalet, då fadern avled, lät sonen skaffa en flat sten av lämplig storlek och tillkallade sedan en runristare, som på stenens flata sida ristade ett kristet kors och runt detta följande inskrift: "Sirum reste sten efter Åsbjörn, fader sin."
Kyrkan uppfördes som bondkyrka under senare delen av 1100-talet på mark som tillhört den ovannämnda gården Flistad. Tidpunkten har kunnat styrkas genom en dendrokronologisk undersökning av takstolarna. Nu tillkom långhus, absidkor och torn. Kyrkan hade öppna takstolar, man kunde alltså se takkonstruktionen inne i långhuset, och små högt sittande fönster. Absiden var dock välvd redan från början. På södra sidan av långhuset fanns huvudingången med vapenhus, liksom en ingångsport på korets södra vägg. Tornet hade låg tornhuv, ungefär som Våmbs kyrka i Västergötland.
Flistads lilla kyrka kan hänföras till den grupp kyrkor i Östergötland och Småland som haft med den anonyme mästaren Bestiarius att göra: Flisby, Vetlanda, Vinnerstads, Skärkinds, Svanshals med flera kyrkor. Alla utom Vinnerstad har dopfuntar med olika fabeldjur - därav namnet Bestiarius. Ett stycke kalksten med ett stiliserat palmblad (palmett), av samma slag som finns på Bestiarie funtar (funtar gjorda av Bestiarius), hittades 1958 på kyrkogården. Kanske Bestiarius också ligger bakom Flistads kyrka? Det anses nämligen att denne mästare även byggt kyrkor.
Triumfkrucifixet anses vara tillverkat i slutet av 1100-talet, alltså vid tiden då kyrkan byggdes. Detta krucifix är typiskt för den romanska stilens figurframställning. Kristus framställdes som triumfator, segrare, med konungakrona och högburet huvud, triumferande anletsdrag, rak kroppshållning och fötterna skilda åt. Hans blick, som verkar spänd och vaksam, är riktad mot det enda fönster som fanns på långhusets norra vägg. Därute tänktes han se de hotande farorna från alla dessa ondskans makter som tänktes befolka det norra väderstreckets domäner.
Mot slutet av 1200-talet gästades Östergötland av Håkan Tanne, känd kyrkobyggare från Gotland, som bland annat byggt om Gärdslösa kyrka på Öland. Han hade försett Linköpings domkyrka med tillbyggnader i den nya gotiska stilen och rest nya korvalv i Vreta klosters kyrka. Håkan Tanne ombads komma till Flistad och gav ingången till dopkapellet på kyrkans norra sida en ny portal med gotiskt trepassvalv, anbringade en piscina i södra absidmuren och ersatte den platta tornhuven med en ny spetsig. I slutet av 1200-talet togs triumfkrucifixet med den segrande Kristus ned och ersattes av den lidande Kristus med nedböjt huvud och fötterna genombårade av en enda spik.
Vid 1300-talets slut tillkom ett processionskrucifix, som användes de tre gångedagarna mellan bönsöndagen och Kristi himmelsfärdsdag, då man vandrade i procession runt åkrarna för att nedkalla Guds välsignelse över årets gröda och avvärja landsplågor.
En framstående svensk-tysk målare lär ha besökt Flistad omkring år 1400. Då tillkom bilden av Jesu korsfästelse på norra långväggen och av vapenskölden med vidhängande hjälmprydnad på södra långväggen. Som förlaga till korsfästelsescenen torde målaren ha använt en bild ur den s.k. Biblia pauperum (de fattigas bibel), en bildbibel i handskrift från 1300-talet och i träsnittstryck från 1400-talet. Ett exemplar av Biblia pauperum fanns att låna hos biskopen i Skara. Den heliga Birgitta (1303-1373), Ulfvåsa, som säkerligen haft tillgång till denna kyrkans bilderbok, har tydligen inspirerats av denna bild, när hon skrev sina uppenbarelser. Hon skriver: "Då vart törnekronan satt över hans, Kristus, huvud, vilken nedergick halvvägs över anletet och många blodsbäckar nederflöto över hans anlete och hår och ögon och skägg. Och alltsammans syntes som blod."
År 1500 slog man på stort! Då sändes en deputation till Lübeck, där skulptören och kyrkomålaren Bernt Notke var verksam mellan 1440 och 1509. Här beställdes ett altarskåp till kyrkan. De viktigaste figurerna torde väl vara Kristus och hans moder Maria, vilken här tänkes krönas till himladrottning av sin son. Men när man beställde skåpet i Tyskland hade både präst och allmoge givit bestämda direktiv: Altarskåpet skulle hedra minnet av sankte Staffan och hästen skulle vara med. Huvudfiguren i skåpets nedervåning är hästen, flistadsböndernas allt i allo när de i gamla tider gällde jordbruk, samfärdsel, ryttarspel och krig. På den apelkastade hästens rygg lät man placera den helige Staffan, hästhanteringens skyddspatron med den helige Stefanos martyrredskap, de tre stenarna, i handen, för att ge det hela en biblisk prägel. Ett par diakoner bakom hästen har också fått följa med för att ytterligare understryka de bibliskt kristna dragen, möjligen kan de två figurerna symbolisera aposteln Paulus med svärdet och aposteln Matteus med penningpåsen. Matteus var ju tulltjänsteman.
I början av 1500-talet slogs valven. Avsikten var att i den romanska kyrkan åstadkomma gotiska valv. Spetsbågarna blev en aning sneda men dock gotiska. När kyrkan var välvd tillkallades en elev till den berömde Risingemästaren, möjligen den tyskfödde lekbrodern, målaren och skulptören Gerhard, som var munk i Vadstena kloster 1487-1515. Kalkmålaren avbildar olika figurer och scenerier. I absidvalvet målade han ett antal medaljonger, typiska för de östgötamålare om vilka konstprofessorn Andreas Lindblom skriver i sin konsthistoria: "Man kan antaga att dessa medaljonger målats av någon målare tillhörande den målarskola vars tillvaro man kan fastställa i Östergötland till 1400-talets första tredjedel och som haft till specialitet att dekorera kyrkovalven med medaljonger innehållande bibliska och legendariska scener." Valvlisterna smyckades med bandmotiv i olika färger. I långhusets främsta travé målade han med kraftfulla majuskler: A M R I, vilket skulle kunna uttydas: Ave Maria Regina Illustra (Var hälsad Maria, strålande drottning). Broder Gerhard avslutade sitt arbete med följande inskription (på latin): "Till vår Herre Jesu Kristi, Jungfru Marias och Sankte Staffans ära fullbordades valven år 1505. Guds fred".
Det gotiska krucifixet med den lidande Frälsaren, som haft sin plats i triumfbågen sedan slutet av 1200-talet, byttes strax efter mitten av 1600-talet ut mot det ursprungliga romanska triumfkrucifixet. Detta målades om och försågs med årtalet 1666. I slutet av 1600-talet tillfogades sakristian på korets norra sida. I källarvalvet under sakristian monterades en större vedkamin. Varmluft från denna leddes via ett galler i korgolvet upp i kyrkan, som därigenom värmdes upp.
1700-talet var för Flistads kyrka de stora förändringarnas tid. I ett stämmoprotokoll från denna tid "påminde kyrkoföreståndaren Nils Jonsson i N Lund om att klockstapelns långa understolpar måste fodras med nya bräder". Pastor svarade, "att man lärer finna att själva stockarna äro bortruttna på sidorna av vätan. Jämväl ock nedan i fötterna, och denna lilla församling är icke mäktig att bygga en ny klockstapel, varför pastor föreslog att klockorna med det snaraste borde uppflyttas i tornet". Detta blev också sockenmännens beslut och 1735 flyttades klockorna upp i tornrummet. När man rev den gamla fallfärdiga klockstapeln 1735, fann man den runsten, som rests av Sirun över sin fader Åsbjörn i början av 1000-talet. År 1745 köptes en predikstol av mäster Niclas Österbom, Norrköping. Denna placerades över altaret, förmodligen för att markera att kyrkan var att betrakta som ett kapell i en kapellförsamling till Ljung, som var moderförsamling.
Carl Fredric Broocman berättar i mitten av 1700-talet: "Kyrkan står på Krono grund, en och en half mil ifrån Linköping, och är upmurad dels af huggen Kalksten och dels af Gråsten, til 41 alnars längd och 11 och en half alns bredd. Twänne gånger är hon tillbyggd wid Östra gafweln, som ögonskenligen ses på murarnas afsatser, så wäl på högden som bredden; och är man så litet underrättad therom, när thet skedt, som när Kyrkan först blifwit funderad. På Wapnhusets hwalf öfwer stora Kyrkdörren står en Munckstyls Skrift, som wisar när Kyrkan blifwit hwalfd, så lydande: Ad honorem D:ni nostri Jesu Christi, & S:tæ Mariæ virginis, & S:ti Stephani Martyris, consummatæ sunt testudines istæ A:o Domini M.D.quinto, Domino Laurentio Alensi, in die S:ti Botolphi Pax huic Domui.
Altartaflan är ifrån Påwetiden, och ses på henne Martyren St. Stephans bild til häst, hwarförutan ock ett St. Stephans beläte stådt i skillnaden mellan Choret och Kyrkan, til thes afledne Probsten och Kyrkoherden M. Andreas Duræus, tå han fann på brädet under belätet gamla halförar, sömar, gifna S. Stephan til Offer för Häste-lycko, lät borttaga thetta belätet, til at förekomma sådan syndig widskepelse. Så wäl af Muncke-skriften som af Bilderna finner man klarligen, at Kyrkan är S. Stephan helgad. Prädikstolen af Bildthuggare-Arbete, är förfärdigad i Norrköping och bekostad af Kyrkans medel, samt inwigd af Probsten M. Duræo år 1746 Dominica Oculi. Klockorna hänga uti Kyrkans grundmurada Torn af 29 alnars högd, hwarpå en ansenlig spånad spets är upsatt, så at hela Tornets högd innehåller 56 alnar ifrån jorden. Then större Klockan ses wara omguten år 1728 i Norrköping af Magnus Hultman,
|  | och har å ena sidon en sådan påskrift: |  | Å andra sidon läses:                 |
|  | Statt up ur syndsens skarn,            |  | Ego infeliciter rupta A:o 1727,      |
|  | Mitt kära Flista Barn,                 |  | refusa et nitori meo restituta 1728. |
|  | När tu mig hörer:                      |  | Pastore Mag. Andrea Duræo, Commin,   |
|  | Bed GUD, han hjertat titt              |  | Dn, Nicolao Kremer.                  |
|  | Frå syndsens bojor qwitt               |  |                                      |
|  | Til andagt rörer.                      |  |                                      |
Then mindre Klockan, utan någon påskrift, är ganska liten, och swarar icke i klangen mot then större.”
Så långt Broocman. Under slutet av 1700-talet diskuterades en sammanläggning av Flistads församling med Ljungs. Det föreslogs att en ny gemensam kyrka skulle byggas i Ljung. Den 17 juni 1792 hölls sockenstämma med Ljungs och Flistads församlingar i närvaro av både landshövdingen Fredrik Georg Strömfelt och biskopen Jacob Lindblom. Trots att såväl greve Fredrik Axel von Fersen, ägare av Ljungs säteri och gods, som Daniel Benedicti Ekerman, kyrkoherde i Ljung-Flistads pastorat, liksom Ljungs församling ivrade för en sammanslagning, vägrade Flistads församling att acceptera. Landshövding Strömfelt och biskop Lindblom lämnade den 19 november 1792 ett särskilt yttrande till Kungl. Maj:t: "Går ut på att bygga Ljungs nya kyrka så stor att den äfven kunde räcka för Flistad när denna kyrka är obrukbar, allt för att undvika stridigheter."

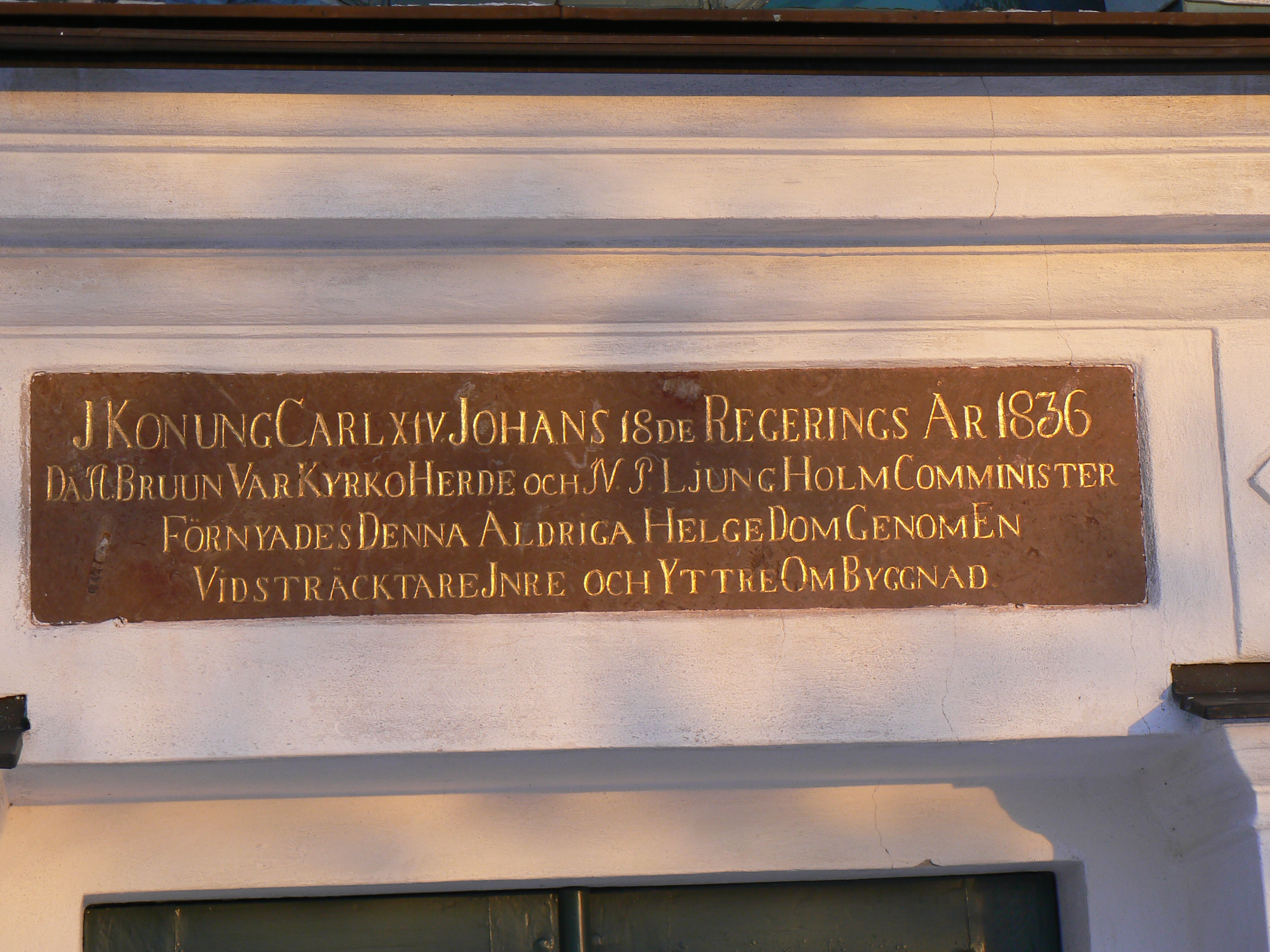
Inskription ovanför entrén till renoveringens minne.

I protest mot all "katolsk" bild- och helgondyrkan vitkalkades kyrkan in- och utvändigt i början av 1830-talet, varvid alla de gamla målningarna som prytt väggar och valv, "den fattiges bibel", försvann. Åren 1831-1836 genomgick kyrkan en stor renovering då bl.a. fönstren förstorades. Hål togs upp i den västra tornväggen och en portal iordningställdes till dopkapellet. Vapenhuset vid södra långhusväggen revs och runstenen släpades bort till bogårdsmurens västra vall, där den infogades ett litet stycke innanför stigluckan. Över den nya västportalen placerades ett kalkstensblock från Ljungs kalkbrott försedd med följande inskription:
|  | "J Konung Carl XIV Johans 18de RegeringsÅr 1836   |
|  | Då A. Bruun var KyrkoHerde och N. P. LjungHolm    |
|  | Comminister Förnyades Denna Åldriga HelgeDom      |
|  | Genom En Vidsträcktare Jnre och Yttre OmByggnad." |
Det gamla dopkapellet hade blivit vapenhus och Håkan Tannes vackra portal med sitt gotiska trepassvalv sattes igen med en plåtskiva. I stället för huvudingången och den lilla korporten på södra sidan hade nu tagits upp trenne stora fönster genom vilka ljuset hade fritt spelrum. Även norrväggen hade fått två stora fönster.
År 1836 beslutades att den gamla predikstolen skulle bytas ut mot en som passade den nya interiören bättre. Altarskåpet avlägsnades, varvid många av skåpets figurer skadades. Genom att somliga berövades sina helgonattribut går det knappast längre att avgöra vilka gestalter som avses. Ovanför altaret, mitt för ett litet fönster i absiden, placerades i stället för altarskåpet den nya predikstolen.
Mindre reparationer utfördes 1906, varvid de gamla bänkarna ersattes med nya.
Under 1942 gjordes en genomgripande restaurering under ledning av arkitekt Erik Fant. Överkalkade medeltida kalkmålningarna togs fram och konserverades av konservator Bertil Bengtsson, altaret återställdes med altarskåpet ovanför och det äldsta triumfkrucifixet återfick sin plats i triumfbågen. Dessutom fick kyrkan elektrisk värme och belysning.
År 1982 genomfördes en grundlig renovering av Flistads kyrka. Altare och altarrundel flyttades något närmare församlingen. De två främsta bänkarna togs bort och predikstolen från 1836 sköts längre in mot norra väggen för att skapa bättre utsikt fram mot altaret. Väggarna och deras målningar rengjordes grundligt men varsamt. I läktarvalvet har en del fragment av äldre dekorationer knackats fram. Den 27 maj 1982 återinvigdes kyrkan av biskop Martin Lönnebo, Linköping.
År 2004 restaurerade Grönlunds orgelbyggeri Carl Hanners orgel från 1836. I samband därmed upptäcktes ytterligare kalkmålningar i valvet i tornrummet bakom orgeln. Man kunde konstatera att de gjorts medan muren ännu var fuktig, ’’al fresco’’, och därmed är lika gamla som tornet.

## Inventarier
Bland inventarierna märks:
- Altarskåp av ek, nordtyskt arbete från omkring 1500.
- Triumfkrucifix av lövträ visande "den segrande Kristus" med rak hållning och konungakrona på huvudet, från verkstad i Östergötland omkring 1200.
- Träkrucifix, med anletsdrag som delvis tyder på den segrande Kristus men med böjda armar och fötterna fästade med en spik, alltså en övergångsform, från verkstad i Östergötland i mitten av 1200-talet.
- Litet altarkucifix från 1700-talet.
- Predikstol i vitt och guld från omkring 1836. Korgen är försedd med reliefer, bland annat lagens tavlor kombinerade med ett tomt kors, lag & evangelium.
- Freskomålning i valvet i tornrummet bakom orgelläktaren, från tornets byggnadstid, det vill säga slutet av 1100-talet.
- Kalkmålning, "Knekten Longinus sticker sitt spjut i Frälsarens sida", oidentifierad upphovsman, från mitten av 1300-talet.
- Kalkmålning, oidentifierad upphovsman, från 1505.
- Jungfru Maria med Jesusbarnet. Skulpturen är en gipsavgjutning av en madonnabild av den typ som kallas "Vackra madonnan". Originalet är från tiden före 1400 och kan ha hängt i en kyrka eller ett kapell. Skulpturen, som är cirka 70 centimeter hög, har donerats av disponenten Karl Henning A:son Hensing, som förvärvat den av en ungersk eller rumänsk flykting.
- Nattvardskalk av silver, senmedeltida, med ett krucifix avbildat på foten.
- Vinkanna av silver, från 1600-talet i karolinsk stil, renoverad 1729 av Jöns Grevillius († 1729).
- Cuppa i silver, tillverkad 1739 av mäster Nils Dahl (1710-1793), Linköping.
- Patén i silver med inskrift på locket, skänkt av rusthållare Lars Carlsson i Hedby 1790.
- Sockenbudstyg, innehållande kalk & patén av Jöns Grevillius, donerat 1725.
- Brudkrona från 1897.
- Antependium i rött siden från 1793.
- Antependium i mörkblått sammet från 1800-talet.
- Altarbrun med spetsmotiv Axen, knypplad av Lisbeth Josefsson, Kättstorp, skänkt av Flistads kyrkliga syförening 1987.
- Mässhake av rött, mönstrat siden med broderat krucifix och ett polskt vapen med årtalet 1593, troligen hemförd av någon svensk deltagare i trettioåriga kriget (1618-1648).
- Mässhake i svart sammet märkt 1825.
- Kormatta, komponerad av Märta Afzelius, tillverkad av Östergötlands hemslöjdsförening, skänkt av kyrkans syförening.
- Ljuskronor, 3 stycken, från 1700-talet.
- Piporgel av Carl Hanner, Linköping, från 1836, restaurerad 2005 av Grönlunds orgelbyggeri, Gammelstad.
- Ett bönealtare för sakristian, tillverkat och skänkt 1960 av Flistads sockens siste kyrkoherde Melker Teodor Dalborg (*1903).
- Storklockan, omgjuten 1687 och 1728, sisnämnda gång av Magnus Hultman i Norrköping. Inskrift: "Statt upp ur syndens skarn mitt kära flistadbarn när du mig hörer. Bed Gud han hjärtat ditt från syndens bojor kvitt till andakt rörer."
- Lillklockan, gjuten 1807 av Anders Billsten i Norrköping.

## Orglar

### Läktarorglar
Kronologi:
- 1836: Enligt plakett på instrumentet bygger Carl Hanner, Linköping, en enmanualig orgel på verkstaden i Linköping.
- 1837: Vid sockenstämman den 28 maj fattas ett enhälligt beslut om att inköpa Carl Hanners ovannämnda orgelverk för 1000= Rsd. Bco.
- Samma år den 6 juni fraktas orgeln "med 6 par ökar" till Flistad där den enligt överenskommelse skall vara uppsatt redan den 24 juni.
- 1854 får Carl Hanners tidigare elev Anders Petter Kullbom (1817-1900), Linköping, i uppdrag att renovera Hanners orgel. Han bygger till "nya Pedal-pipor": Borduna 16', C-H. I samband med avsyningen rekommenderar besiktningsmannen Bror Oskar Nylander, Vreta kloster, en större bälg för erhållande av stabilare väderförsörjning.
- 1900: Reparation och viss modernisering av orgelreparatör Gustaf Lundquist, Linköping. Bl.a. förses manualklaviaturen med nya tangentbelag av celluloid, som limmas ovanpå de gamla av ebenholts. Lundquist föreslår att orgeln förses med en större bälg, varvid den gamla skulle bibehållas som regulator. Någon ny bälg tycks dock inte ha byggts.
- Att lufttillförseln upplevs som otillräcklig och ojämn kan ha bidragit till att församlingen 1930-1931 låter firma Olof Hammarberg, Göteborg, bygga en ny rörpneumatisk orgel med sju stämmor och en transmission fördelade på två manualer och pedal. I skrivelser från Kungliga Musikaliska Akademien, Kungliga Byggnadsstyrelsen och Riksantikvarieämbetet framhålls hannerorgelns värde av hovorganist Carl Fredrik Hennerberg resp. professor Ivar Tengbom och arkitekt Ragnar Hjorth samt riksantikvarie Sigurd Curman. Hannerorgeln magasineras därför på byskolans vind några stenkast norr om kyrkan.

Disposition:
| Manual I C-f³       | Manual II C-f³ | Pedal C-f¹                           |
| Borduna 16’         | Gamba 8’       | Subbas 16' (transm. fr. Borduna 16') |
| Principal 8’        | Salicional 8’  |                                      |
| Rörflöjt 8’         | Aeolin 8’      |                                      |
| Flûte octaviante 4’ |                |                                      |

- 1942: Vid en restaurering av kyrkan under ledning av arkitekt Erik Fant byggs läktaren om och orgelfasaden med blindpipor placeras invid läktarbarriären. Spelbordet placeras bakom fasaden och organistens kontakt med främre delen av kyrkan sker via en spegel vid läktarens södra sida.
- Slutet av 1950-talet: Aeolin 8' i andra manualen byts ut mot Oktava 4'
- 1965-1966: Reinhard Kohlus renoverade och omdisponerade orgeln samt inrättade flera manual- och pedalkoppel. Orgelkonsult och kontrollant: musikdirektör Jan Håkan Åberg, Linköping.

Disposition:
| Manual I C-f³ | Manual II C-f³ | Pedal C-f¹                           | Koppel            |  |
| Borduna 16’   | Rörflöjt 8’    | Subbas 16' (transm. fr. Borduna 16') | I/P               |  |
| Gedakt 8’     | Gemshorn 4’    |                                      | II/P              |  |
| Principal 4’  | Oktava 2'      |                                      | II/I              |  |
| Blockflöjt 2’ |                |                                      | 4' I/I            |  |
|               |                |                                      | 4’ II/I           |  |
|               |                |                                      | 16’ II/II         |  |
|               |                |                                      | Crescendosvällare |  |

- Den rörpneumatiska orgeln fungerade så småningom emellertid allt sämre och under 1990-talet rivs orgelverket av orgelbyggare Henrik Lind, Flemma.
- Den 30 januari 2005 kunde Carl Hanners helmekaniska orgel återinvigas efter restaurering av Grönlunds Orgelbyggeri, Gammelstad. Anders Petter Kullboms Borduna 16' har behållits och placerats i ett nytt pedalverk, där den kompletterats med pipor omfattande ytterligare en oktav. Antal bevarade pipor 1995: totalt 314 av 336. Kulissfasad utan pipor. Svarta undertangenter i manualen. Liksvävande temperering.

Disposition:
| Manual C-f³       | Pedalverk C-h°           |
| Dubbel Gedacht 8’ | Borduna 16’ (1854, 2004) |
| Fleut d'Amour 8’  |                          |
| Principal 4’      | Koppel                   |
| Gedacht Fleut 4’  | Manual/pedal             |
| Harmonica 4’      |                          |
| Spetsfleut 2’     |                          |

## Runsten

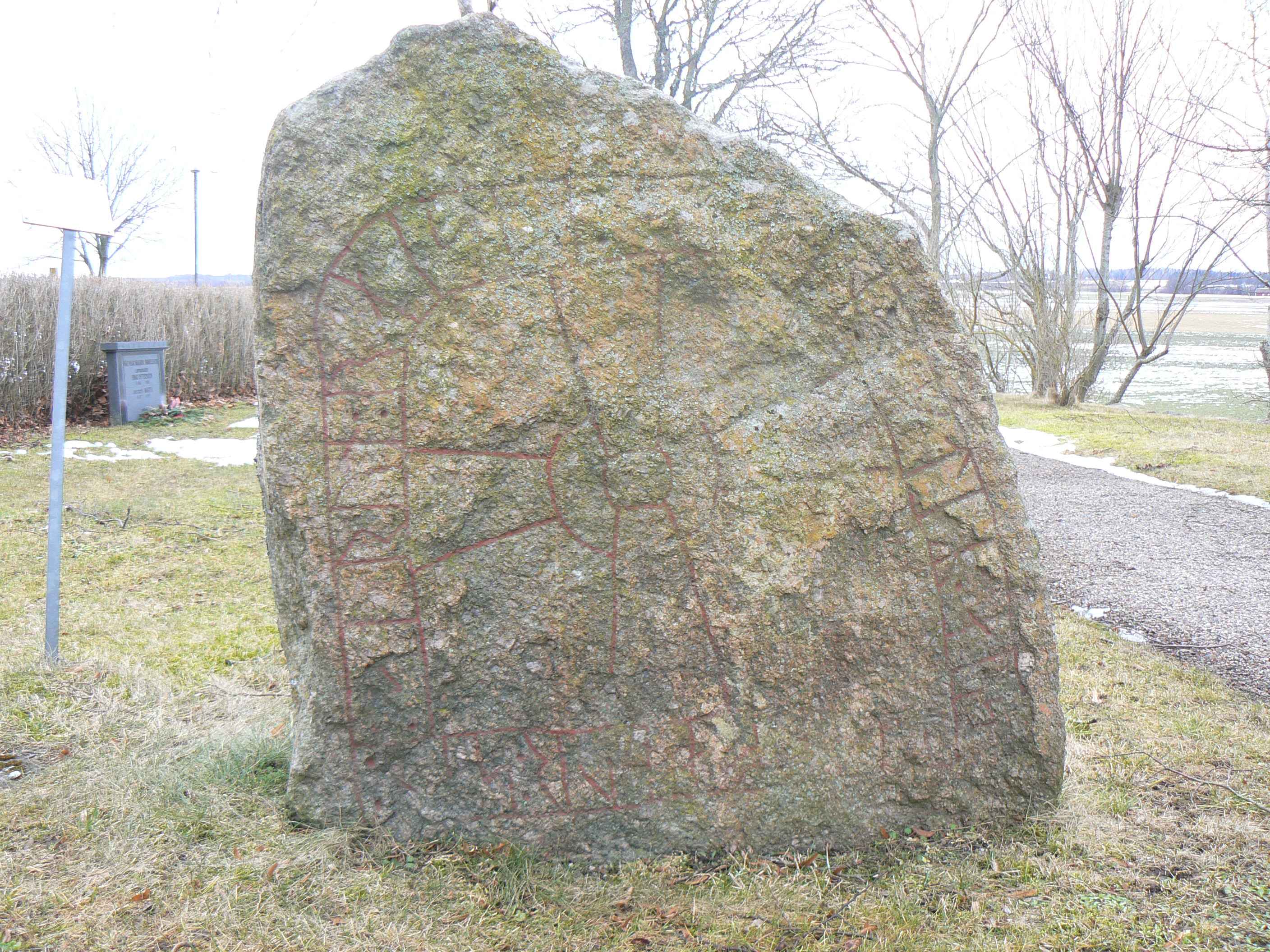
Runstenen utanför kyrkan.

Utanför Flistads kyrka finns en runsten (Ög 61), som lär vara rest och ristad någon gång i början av 1000-talet. Den är försedd med ett kors och i en slinga står med moderniserat språk: "Sirun reste sten efter Åsbjörn fader sin".
Detta är dock ej dess ursprungliga plats utan den har vandrat runt i bygden. Ett tag var den fundament till klockstapeln. År 1735 murades den in i kyrkans vapenhus och 1836 hamnade den strax innanför stigluckan i kyrkogårdsmuren. Slutligen fick den i mitten av 1900-talet sin plats utanför kyrkans ingång, där den nu står under de nedhängande grenarna från en hängbjörk.